# Championnat de la Barbade d'échecs
Le championnat de la Barbade d'échecs est organisé par la fédération barbadienne des échecs depuis 1983. 

## Historique
Le championnat de la Barbade d'échecs est organisé par le Barbados Chess Club avant de passer sous la responsabilité de la fédération barbadienne des échecs. Un championnat national distinct pour les femmes est organisé depuis 1981, de manière discontinue.

## Vainqueurs du championnat mixte
Le championnat se tient depuis 1924
| Année | Vainqueur                      |
| ----- | ------------------------------ |
| 1924  | Sidney Inniss                  |
| 1925  | Sidney Inniss                  |
| 1926  | Sidney Inniss                  |
| 1927  | Charles Gilkes                 |
| 1928  | W. Stoute                      |
| 1929  | Charles Gilkes                 |
| 1930  | Sidney Inniss                  |
| 1931  | Sidney Inniss                  |
| 1932  | Charles Gilkes                 |
| 1933  | Charles Gilkes                 |
| 1934  | Charles Gilkes                 |
| 1935  | H. Walton                      |
| 1936  | Charles Gilkes                 |
| 1937  | H. Walton                      |
| 1938  | Charles Gilkes                 |
| 1939  | H. Walton                      |
| 1940  | H. Walton                      |
| 1941  | Charles Gilkes                 |
| 1942  | H. Walton                      |
| 1943  | H. Walton                      |
| 1944  | Charles Gilkes                 |
| 1945  | H. Walton                      |
| 1946  | H. Walton                      |
| 1947  | H. Walton                      |
| 1948  | Charles Gilkes                 |
| 1949  | C. Beasley                     |
| 1950  | Charles Gilkes                 |
| 1967  | George Trotman, Charles Gilkes |
| 1975  | Philip Corbin                  |
| 1976  | Philip Corbin                  |
| 1977  | T. Morton, Philip Corbin       |
| 1978  | Ronald Moseley                 |
| 1979  | Philip Corbin                  |
| 1980  | Philip Corbin                  |
| 1981  | David Dawson                   |
| 1982  | Peter Dawson                   |
| 1983  | Ron Buckmire                   |
| 1984  | Ron Buckmire                   |
| 1985  | Ron Buckmire                   |
| 1986  | Kevin Denny[3]                 |
| 1987  | Philip Corbin[4]               |
| 1988  | Kevin Denny[3]                 |
| 1990  | Philip Corbin[4]               |
| 1991  | Kevin Denny[3]                 |
| 1992  | Kevin Denny[3]                 |
| 1993  | Kevin Denny[3]                 |
| 1994  | Kevin Denny[3]                 |
| 1995  | Kevin Denny[3]                 |
| 1996  | Kevin Denny[3]                 |
| 1997  | Philip Corbin[4]               |
| 1998  | Kevin Denny[3]                 |
| 1999  | Kevin Denny[3]                 |
| 2000  | Kevin Denny[3]                 |
| 2001  | Kevin Denny[3]                 |
| 2002  | Ricardo Szmetan[5]             |
| 2003  | Delisle Warner[6]              |
| 2004  | Kevin Denny[7]                 |
| 2005  | Delisle Warner[8]              |
| 2006  | Terry Farley[9]                |
| 2007  | Delisle Warner[10]             |
| 2008  | Kevin Denny[11]                |
| 2009  | Martyn Del Castilho[12]        |
| 2010  | Martyn Del Castilho            |
| 2011  | Martyn Del Castilho[13]        |
| 2012  | Martyn Del Castilho[13]        |
| 2013  | Orlando Husbands[14]           |
| 2014  | Yu Tien Poon[15]               |
| 2015  | Yu Tien Poon[15]               |
| 2016  | Martyn Del Castilho[16]        |
| 2017  | Martyn Del Castilho[17]        |
| 2018  | Orlando Husbands               |
| 2019  | Orlando Husbands               |
| 2020  | Orlando Husbands               |
| 2021  |                                |
| 2022  | Martyn Del Castilho[18]        |
| 2023  | Orlando Husbands               |
| 2024  | Martyn del Castilho            |

## Vainqueurs du championnat féminin
| Année | Championne               |
| ----- | ------------------------ |
| 1981  | Margaret Prince[2]       |
| 1982  | Margaret Prince[2]       |
| 1983  | Margaret Prince[2]       |
| 1992  | Margaret Prince[1]       |
| 1993  | Rashaana Blenman         |
| 1997  | Margaret Prince[1]       |
| 2002  | Rashida Corbin[19]       |
| 2003  | Rashida Corbin[20]       |
| 2004  | Teresa Howell[21]        |
| 2005  | Rosamund Holder[8]       |
| 2006  | Corrine Howard[22]       |
| 2007  | Corrine Howard[22]       |
| 2008  | Rashida Corbin[11]       |
| 2011  | Sheena Ramsay[23]        |
| 2012  | Katrina Blackman[24]     |
| 2013  | Donna Murray[25]         |
| 2014  | Katrina Blackman[24]     |
| 2015  | Gabriela Cumberbatch[26] |
| 2016  | Katrina Blackman[27]     |
| 2017  |                          |
| 2018  | Julissa Figueroa         |
| 2019  | Katrina Blackman         |
| 2020  | Vanessa Greenidge        |
| 2022  | Hannah Wilson[28]        |
| 2023  | Katrina Blackman         |
| 2024  | Hannah Wilson            |